# Božo Broketa
Božo Broketa (ur. 24 grudnia 1922 w Dubrowniku, zm. 26 lipca 1985 tamże) – chorwacki piłkarz występujący podczas kariery zawodniczej na pozycji obrońcy. Uczestnik mistrzostw świata 1950 rozgrywanych w Brazylii.